# François Périer
François Périer, właściwie François Marie Gabriel Pillu (ur. 10 listopada 1919 w Paryżu, zm. 29 czerwca 2002 w Paryżu) – francuski aktor filmowy, telewizyjny i teatralny. W latach 1938–96 zagrał w ponad 110 filmach, a także wystąpił w produkcjach telewizyjnych, grywał także w teatrze, w tym m.in. jako Hugo Barine w spektaklu Jeana-Paula Sartre Brudne ręce (Les Mains Sales, 1948), był narratorem francuskiej wersji filmu animowanego Fantazja (1940).

## Filmografia
- 1938: Hotel du Nord (Hôtel du Nord) jako Adrien
- 1946: Sylwia i upiór (Sylvie et le Fantôme) jako Ramure
- 1948: La Vie en rose jako François Lecoc
- 1953: Zakochani z Villa Borghese (Les Amants de Villa Borghese) jako
- 1956: Człowiek, którego nie było (L’Homme qui n'a jamais existé) jako agent brytyjskiego konsulatu
- 1957: Noce Cabirii (Le Notti di Cabiria) jako Oscar D'Onofrio
- 1962: Szczęściarze (Les Veinards) jako Jérôme Boisselier, mąż Laury
- 1967: Samuraj (Le Samouraï) jako komisarz
- 1970: W kręgu zła (Le Cercle rouge) jako Santi
- 1974: Antoine i Sebastian (Antoine et Sébastien) jako Antoine
- 1978: Mazarin (TV) jako Mazarin
- 1984: Ośmiornica (La Piovra, TV) jako adwokat Terrasini
- 1985: Ośmiornica 2 (La piovra 2, TV) jako adwokat Terrasini
- 1987: Ośmiornica 3 (La piovra 3, TV) jako adwokat Terrasini
- 1991: Pani Bovary (Madame Bovary) jako narrator (głos)